# Britannia Hospital
Britannia Hospital (conocida en Latinoamérica como Hospital Britania) es una película británica de 1982 dirigida por Lindsay Anderson y protagonizada por Malcolm McDowell en el papel de Mick Travis, reapareciendo tras su interpretación en las películas del mismo director If... (1968) y O Lucky Man! (1973).

## Sinopsis
Se abrirá una nueva ala en el Hospital Britania, y la Reina Madre debe asistir al evento. El administrador del hospital, Potter (Leonard Rossiter), se enfrenta a manifestantes que protestan contra un dictador africano que es un paciente VIP, golpeando a los trabajadores auxiliares (opuestos a las demandas gastronómicas exóticas de los pacientes privados del hospital). En lugar de cancelar la visita real, Potter decide salir y razonar con los manifestantes. Llega a un acuerdo con el líder de la protesta: los pacientes privados del Hospital Britania serán expulsados y, a cambio, los manifestantes permitirán que ingresen varias ambulancias al hospital. Sin embargo, sin el conocimiento de los manifestantes, estas ambulancias en realidad contienen a la Reina Madre y su séquito.
Mick Travis (Malcolm McDowell) es un reportero que está filmando un documental clandestino sobre el hospital y sus prácticas dudosas. Se las arregla para entrar y comienza a investigar la siniestra experimentación científica que se realiza allí, incluido el asesinato de un paciente, Macready (Alan Bates). A medida que el caos se desarrolla en el exterior, Travis también es asesinado y su cabeza es utilizada como parte de un sombrío experimento parecido al de Frankenstein que va horriblemente mal. Finalmente, los manifestantes irrumpen en el hospital e intentan interrumpir la presentación del profesor Millar de su Proyecto Génesis, en el que afirma que ha perfeccionado a la humanidad. Frente a la audiencia reunida de realeza y plebeyos, se revela Génesis: un cerebro conectado a la maquinaria. Génesis tiene la oportunidad de hablar y, con voz robótica, pronuncia un discurso de Hamlet.

## Reparto
- Malcolm McDowell es Mick Travis.
- Mark Hamill es Red.
- Leonard Rossiter es Vincent Potter.
- Brian Pettifer es Biles.
- John Moffatt es Greville Figg.
- Fulton Mackay es Johns.
- Vivian Pickles es Matron.